# Cheerleaders des Cowboys de Dallas
Les Cheerleaders des Cowboys de Dallas (en anglais Dallas Cowboys Cheerleaders) sont l'équipe de pom-pom girls de l'équipe de la National Football League des Cowboys de Dallas. Il s'agit d'un des plus fameux groupe de ce genre tant en NFL qu'au niveau international.

## Histoire
À l'origine, l'équipe s'appelait les CowBelles & Beaux et comprenait des garçons et filles provenant d'équipes de pom-pom girls des écoles secondaires locales. Le groupe fait des débuts très mitigés lors de la saison inaugurale des Cowboys de Dallas en 1961.
Lors d'un match entre les Cowboys et les Falcons d'Atlanta au Cotton Bowl en 1967, la strip-teaseuse Bubbles, vêtue de manière très sexy, provoque un immense émoi dans la foule en descendant l'escalier vers la ligne de 50 yards portant une barbe à papa dans chaque main. Elle devint une sensation instantanée à Dallas et le directeur général des Cowboys, Tex Schramm, comprenant l'importance du divertissement pour la rentabilité de sa franchise, s'en inspire en 1969 pour créer un groue formé seulement de filles portant un uniforme plus sexy tenant des pompons. Ce groupe porte le nom des Cheerleaders des Cowboys de Dallas et il renouvelle ses membres chaque saison avec des étudiantes locales.
La franchise décide néanmoins d'apporter plus de panache et d'éclat en développant une équipe de danseuses chevronnées et bien chorégraphiées servant de contrepoint au jeu sur le terrain. Texie Waterman, une des meilleures danseuses d'Amérique possédant un studio de danse à Dallas, est recrutée pour ce travail. Soixante femmes, qui ne sont plus des étudiantes du secondaire, assistent à une première audition. Sept d'entre elles sont sélectionnées. Au camp d'entraînement à l'été 1972, Texie remplace les traditionnels acclamations et chants par des chorégraphies comportant des pirouettes. Quand la saison débute, le nouveau groupe est  présenté au Texas Stadium, portant de nouveaux uniformes avec des étoiles (comme sur les drapeaux américains et texans) et dansant sur des airs de jazz, ce qui était innovant pour l'époque. Elles deviennent ainsi une attraction lors des matchs des Cowboys et acquièrent une notoriété au niveau national.
En 1978, celle-ci est encore plus renforcée lorsque le groupe participe à deux émissions spéciales, l'une sur NBC (NBC Rock-n-Roll Sports Classic) et l'autre sur ABC (The Osmond Brothers Special). La même année, le groupe produit sa propre émission d'une heure, The 36 Most Beautiful Girls in Texas, lequel est présenté sur ABC juste avant le premier match du Monday Night Football de la saison joué a Dallas. Le 14 janvier 1979, un téléfilm intitulé The Dallas Cowboys Cheerleaders, avec Jane Seymour dans le rôle principal, est présenté et récolte une audience de 48 %. Une suite au téléfilm, appelé The Dallas Cowboys Cheerleaders II, est diffusé le 13 janvier 1980.
Tout au long des années qui suivent, le groupe de pom-pom girls effectue beaucoup d'autres apparitions à la télévision et leur image apparaît sur divers supports, tels que des affiches, tee-shirts, cartes à collectionner et calendriers. Elles effectuent également des tournées à travers les États-Unis ainsi qu'à l'étranger, sur et en dehors des terrains, dont des apparitions régulières à partir de Noël 1979 pour l'United Service Organizations (USO) afin de divertir les troupes américaines.
Depuis les années 1990, les pom-pom girls posent en maillot de bain pour un calendrier annuel. Le groupe participe au spectacle d'avant match de la Coupe du monde de football de 1994 opposant l'Espagne à la Corée du Sud. Depuis 2006, le groupe produit sa propre série de téléréalité, Dallas Cowboys Cheerleaders: Making the Team, laquelle est diffusée sur la chaîne Country Music Television (CMT) pendant la saison NFL. La série suit le processus d'auditions annuelles. En 2013, le groupe participe à la cérémonie d'ouverture et au podium du Grand Prix automobile des États-Unis à Austin au Texas. Elles ont aussi reçu la délégation de la FIFA pour promouvoir la Coupe du monde de football de 2022.

## Uniforme

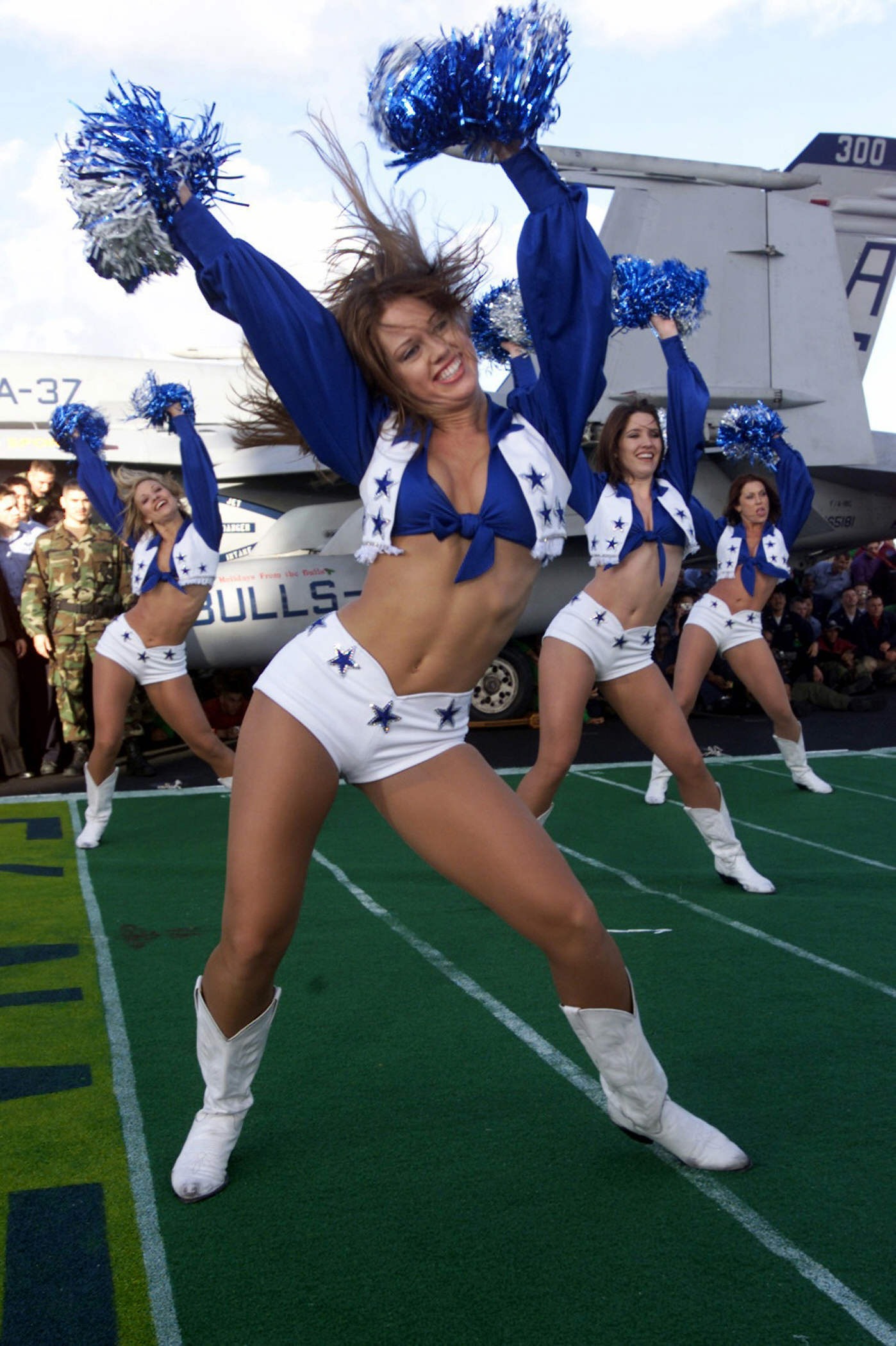
Uniforme en 2000.

L'uniforme des Dallas Cowboys Cheerleaders est une marque déposée et il ne peut être reproduit en aucune façon sans la permission écrite du groupe. L'ensemble comporte un chemisier, une veste et un short, initialement conçus par Jody Van Amburgh . Au cours des années, l'uniforme de base a été modifiée à six reprises :
- En mai 1989, les bottes « go-go » n'étant plus à la mode, des bottes de style plus western sont sélectionnées ;
- En 1991, la large ceinture à boucle est délaissé en faveur de shorts avec une coupe plus flatteuse ;
- En 1992, une botte de cowboy remplace la précédente ;
- En 1993, des brillants sont ajoutés pour rehausser les quinze étoiles sur la veste et le short ;
- En 1994, les revers du chemisier prennent une forme plus 'western ;
- En 1999, des brillants sont ajoutés à la ligne de bordure de la veste ;
- En 2002, une ceinture style western avec une grande boucle est ajoutée à la culotte.

Chaque modification est approuvée par la directrice Kelli McGonagill Finglass et mise en œuvre par Leveta Crager, qui pendant vingt-quatre ans a travaillé de façon artisanale sur chaque uniforme. Après sa retraite, au début de la saison 1996, le designer Greg Danison est choisi pour continuer cette pratique.
L'uniforme sexy a attiré des imitateurs et suscité des utilisations parfois non désirées. À New York en 1978, un théâtre pour adultes a dû annuler la projection du film pornographique Debbie Does Dallas à la suite d'une injonction effectuée par le groupe de Cheerleaders des Cowboys de Dallas afin de faire respecter la loi Lanham relative aux droits des marques (affaire The Dallas Cowboys Cheerleaders v. Pussycat Cinema). Les plaignantes ont fait valoir avec succès que leur uniforme avait été imités par les producteurs du film et utilisés dans la publicité. Bien que les responsables du théâtre aient fait valoir que les uniformes étaient des éléments strictement fonctionnels, le juge a statué qu'« il était bien établi que, si la conception d'un produit est non fonctionnel et qu'il a acquis un sens secondaire, sa conception peut devenir une marque, même si l'article lui-même est fonctionnel ».